# سیارک ۸۸۷۷
سیارک ۸۸۷۷ (به انگلیسی: 8877 Rentaro، نامگذاری:1993BK2) هشت هزار و هشتصد و هفتاد و هفتمین سیارک کشف شده‌است که در ۱۹ ژانویه ۱۹۹۳ کشف شد.
قدر مطلق سیارک برابر ۱۳٫۶۰ است.